# Destroyere for baser-aftalen
Destroyere for baser-aftalen mellem De Forenede Stater og Storbritannien den 2. september 1940 overførte 50 destroyere fra USA til Storbritannien til gengæld for rettigheder på britiske landbesiddelser. Destroyerne blev alle opkaldt efter britiske byer.

## Baggrund
Den 2. verdenskrig begyndte i september 1939. Efter en kort stilstand i den såkaldte Spøgelseskrigen blev Frankrig, Holland, Belgien og Luxembourg hurtigt løbet over ende af den nazityske Blitzkrieg i slaget om Frankrig i maj 1940. Dette efterlod Storbritannien og det Britiske Imperium alene i kampen (eller næsten alene efter det italienske angreb mod Grækenland det efterår) mod Tyskland. 
Selv om den amerikanske regering var sympatisk indstillet overfor Storbritanniens vanskeligheder, støttede den amerikanske offentlighed på daværende tidspunkt i overvældende grad isolationismen for at undgå amerikansk indblanding i en ny europæisk krig. Som afspejling af denne holdning havde Kongressen vedtaget neutralitetsloven tre år tidligere, som forbød afskibning af våben fra USA til alle krigsførende lande, med mindre de blev betalt kontant. Desuden var præsident Franklin D. Roosevelt yderligere hæmmet af det kommende præsidentvalg i 1940, da han kritikere prøvede at fremstille ham som tilhænger af krig. 
I slutningen af maj efter evakueringen fra Dunkerque i Operation Dynamo havde Royal Navy et akut behov for skibe, især da de nu stod overfor Slaget om Atlanten hvor tyske ubåde truede Storbritanniens forsyninger af mad og andre vigtige ressourcer til krigsindsatsen. 
Da tyske tropper rykkede hurtigt ind i Frankrig og mange i den amerikanske regering var overbeviste om at både Frankrigs og Storbritanniens nederlag var nært forestående sendte De Forenede Stater et forslag til Storbritannien gennem den britiske ambassadør Marquess of Lothian, om en amerikansk lejeaftale for flyvepladser på Trinidad, Bermuda, og Newfoundland. Den britiske premierminister Winston Churchill afviste oprindelig tilbuddet den 27. maj med mindre Storbritannien straks modtog noget til gengæld. Den 1. juni, da Frankrigs nederlag truede, omgik præsident Roosevelt neutralitetsloven ved at erklære at millioner af amerikanske patroner og rifler var i overskud og gav tilladelse til at de kunne sendes til Storbritannien. Imidlertid afviste Roosevelt Churchills bønner om destroyere til Royal Navy.
I august mens Storbritannien og Commonwealth of Nations stod alene overfor Tyskland rapporterede den amerikanske ambassadør Joseph P. Kennedy fra London, en britisk overgivelse var uundgåelig. I et forsøg på at overbevise Roosevelt om at sende destroyerne advarede Churchill Roosevelt om at hvis Storbritannien brød sammen ville dets kolonier i nærheden af de amerikanske kyster blive en direkte trussel mod Amerika, hvis de faldt i tyske hænder.

## Aftalen
Mens slaget om England tog til i styrke og Luftwaffe og Royal Air Force kæmpede i luftrummet over England, gav den amerikanske udenrigsminister Cordell Hull udtryk for enighed om at overføre destroyerne til Storbritannien. 
Til gengæld fik USA tildelt land på forskellige britiske besiddelser til etablering af flåde og luftbaser i 99 år uden at skulle betale leje. Det drejede sig om: 
- Newfoundland (nu en del af den canadiske provins Newfoundland og Labrador).
- Den østlige side af Bahamas
- Sydkysten på Jamaica
- Vestkysten på St. Lucia,
- Vestkysten på Trinidad (Gulf of Paria)
- Antigua
- Britisk Guiana (vore dages Guyana) under 80 km fra Georgetown.

Aftalen indeholdt også britisk accept af det amerikanske forslag om luft- og flådebaserettigheder i:
- Great Sound og Castle Harbour, Bermuda
- Syd og østkysten på Newfoundland

Amerikanerne accepterede den "generøse handling ... for at forøge USA's nationale sikkerhed", og overførte straks 50 amerikanske destroyere til gengæld "som i almindelighed omtales som 1200 tons typen". 43 destroyere gik oprindelig til den britiske Royal Navy og syv til Royal Canadian Navy. I Commonwealth flåderne blev skibene omdøbt og opkaldt efter byer, og blev derfor kendt som "Town class", selv om de oprindelig havde tilhørt tre skibsklasser: Caldwell, Wickes og Clemson. Inden krigens slutning gjorde yderligere ni også tjeneste i den canadiske flåde. 
Fem af destroyerne blev bemandet med mandskab fra den norske flåde, og de overlevende skibe vendte senere tilbage til Royal Navy. HMS Campbeltown blev bemandet med hollandske søfolk, indtil den fik til opgave at vædre portene i tørdokken og ofre sig under St. Nazaire angrebet. Ni andre destroyere blev med tiden overført til den sovjetiske flåde. 
Seks af de 50 destroyere gik tabt da de blev torpederet af ubåde og tre andre, herunder Campbeltown, blev ødelagt under andre omstændigheder.

## Baserne
- Antigua, Britisk Vestindien

En flådeluftbase på Crabbs halvøen
En flyveplads (Coolidge Army Airfield (senere AFB) (lukket 1949)
- Britisk Guiana

En flyveplads (Atkinson Aerodrome (senere AFB)) (senere 1949)
En marineflybase nær Suddie.
- Jamaica

En flyveplads (Vernam Army Airfield (senere AFB)) (lukket 1949)
En flådeluftbase (Little Goat Island) og en flådehavn ved Port Royal
- Saint Lucia, Britisk Vestindien

En flyveplads (Beane Army Airfield (senere AFB)) (lukket 1949)
En flådeluftbase (Gros Islet Bay)
- Bermuda

En flyveplads (Fort Bell Army Airfield (senere Kindley AFB)) (overført til U.S. Navy 1970, derpå lukket 1995)
- Newfoundland og Labrador

Adskillige flyvepladser 
Pepperrell Airfield (senere AFB) (lukket august 1961)
Goose Bay Army Airfield (senere AFB) (overdraget til de canadiske styrker juli 1976)
Stephenville Army Airfield (senere AFB) (lukket december 1966)
McAndrew Airfield (senere AFB) (overført til U.S. Navy, 1955)
En flåde luftbase 
Naval Station Argentia (lukket 1994)
Adskillige marine- og hærbaser og forlægninger til støtte for de ovennævnte.
- Trinidad, Britisk Vestindien

To flyvepladser 
Waller Army Airfield (senere AFB) (lukket 1949)
Carlsen Army Airfield (senere AFB) (lukket 1949)
En flåde operationsbase, en flåde blimpbase, og en radiostation.

## Skibene
| Nr | Navn               | Klasse   | Tjenestehistorie |
| -- | ------------------ | -------- | --- |
| 01 | USS Conway         | Caldwell | Til Storbritannien. Omdøbt til HMS Lewes. Bundventiler åbnet den 12. oktober 1945                                                                      |
| 02 | USS Conner         | Caldwell | Til Storbritannien. Omdøbt til HMS Leeds. Skrottet i 1947                                                                                              |
| 03 | USS Stockton       | Caldwell | Til Storbritannien. Omdøbt til HMS Ludlow. Skrottet i 1945                                                                                             |
| 04 | USS Wickes         | Wickes   | Til Storbritannien. Omdøbt til HMS Montgomery. Skrottet i 1945                                                                                         |
| 05 | USS Philip         | Wickes   | Til Storbritannien. Omdøbt til HMS Lancaster. Skrottet i 1947                                                                                          |
| 06 | USS Evans          | Wickes   | Til Storbritannien. Omdøbt til HMS Mansfield. Skrottet i 1945                                                                                          |
| 07 | USS Sigourney      | Wickes   | Til Storbritannien. Omdøbt til HMS Newport. Skrottet i 1947                                                                                            |
| 08 | USS Robinson       | Wickes   | Til Storbritannien. Omdøbt til HMS Newmarket. Skrottet i 1945                                                                                          |
| 09 | USS Ringgold       | Wickes   | Til Storbritannien. Omdøbt til HMS Newark. Skrottet i 1947                                                                                             |
| 10 | USS Fairfax        | Wickes   | Til Storbritannien. Omdøbt til HMS Richmond. Til Sovjetunionen i 1944. Omdøbt til Jivodchyi. Skrottet i 1949                                           |
| 11 | USS Williams       | Wickes   | Til Canada. Omdøbt til HMCS St. Clair. Kæntret i1946                                                                                                   |
| 12 | USS Twiggs         | Wickes   | Til Storbritannien. Omdøbt til HMS Leamington. Til Rusland i 1944. Omdøbt til Zhyachi. Skrottet i 1951                                                 |
| 13 | USS Buchanan       | Wickes   | Til Storbritannien. Omdøbt til HMS Campbeltown. Ødelagt ved St. Nazaire angrebet den 28. marts 1942                                                    |
| 14 | USS Aaron Ward     | Wickes   | Til Storbritannien. Omdøbt til HMS Castleton. Skrottet i 1947                                                                                          |
| 15 | USS Hale           | Wickes   | Til Storbritannien. Omdøbt til HMS Caldwell. Skrottet i 1944                                                                                           |
| 16 | USS Crowninshield  | Wickes   | Til Storbritannien. Omdøbt til HMS Chelsea. Til Sovjetunionen i 1944. Omdøbt til Derskyi. Skrottet i 1949                                              |
| 17 | USS Tillman        | Wickes   | Til Storbritannien. Omdøbt til HMS Wells. Skrottet i 1945                                                                                              |
| 18 | USS Claxton        | Wickes   | Til Storbritannien. Omdøbt til HMS Salisbury. Skrottet i 1944                                                                                          |
| 19 | USS Yarnall        | Wickes   | Til Storbritannien. Omdøbt til HMS Lincoln. Til Canada i 1942. Omdøbt til HMCS Lincoln. Til Sovjetunionen i 1944. Omdøbt til Druzhny. Skrottet i 1952. |
| 20 | USS Thatcher       | Wickes   | Til Canada. Omdøbt til HMCS Niagara. Skrottet i 1946.                                                                                                  |
| 21 | USS Cowell         | Wickes   | Til Storbritannien. Omdøbt til HMS Brighton. Til Sovjetunionen i 1944. Omdøbt til Jarkyi. Tilbageleveret til Storbritannien i 1949 og skrottet.        |
| 22 | USS Maddox         | Wickes   | Til Storbritannien. Omdøbt til HMS Georgetown. Til Sovjetunionen i 1944. Omdøbt til Doblesnyi. Skrottet i 1949                                         |
| 23 | USS Foote          | Wickes   | Til Storbritannien. Omdøbt til HMS Roxborough. Til Sovjetunionen i 1944. Omdøbt til Zhostkyi. Returneret til Storbritannien i 1949 og Skrottet i 1952  |
| 24 | USS Kalk           | Wickes   | Til Canada. Omdøbt til HMCS Hamilton. Skrottet i 1945                                                                                                  |
| 25 | USS Mackenzie      | Wickes   | Til Canada. Omdøbt til HMCS Annapolis. Skrottet i 1945                                                                                                 |
| 26 | USS Hopewell       | Wickes   | Til Storbritannien. Omdøbt til HMS Bath. Sænket den 19. august 1941 af den tyske ubåd U-204                                                            |
| 27 | USS Thomas         | Wickes   | Til Storbritannien. Omdøbt til HMS St. Albans. Til Sovjetunionen i 1944. Omdøbt til Dostoiny. Skrottet i 1949                                          |
| 28 | USS Haraden        | Wickes   | Til Storbritannien. Omdøbt til HMS Columbia. Skrottet i 1945                                                                                           |
| 29 | USS Abbot          | Wickes   | Til Storbritannien. Omdøbt til HMS Charlestown. Skrottet i 1947                                                                                        |
| 30 | USS Doran          | Wickes   | Til Storbritannien. Omdøbt til HMS St. Marys. Skrottet i 1945                                                                                          |
| 31 | USS Satterlee      | Clemson  | Til Storbritannien. Omdøbt til HMS Belmont. Sænket af den tyske ubåd U-82 den 31. januar 1942                                                          |
| 32 | USS Mason          | Clemson  | Til Storbritannien. Omdøbt til HMS Broadwater. Sænket af den tyske ubåd U-101 den 18. oktober 1941                                                     |
| 33 | USS Abel P Upshur  | Clemson  | Til Storbritannien. Omdøbt til HMS Clare. Skrottet i 1945                                                                                              |
| 34 | USS Hunt           | Clemson  | Til Storbritannien. Omdøbt til HMS Broadway. Skrottet i 1947                                                                                           |
| 35 | USS Welborn C Wood | Clemson  | Til Storbritannien. Omdøbt til HMS Chesterfield. Skrottet i 1947                                                                                       |
| 36 | USS Branch         | Clemson  | Til Storbritannien. Omdøbt til HMS Beverley. Sænket af den tyske ubåd U-188 den 11. april 1943                                                         |
| 37 | USS Herndon        | Clemson  | Til Storbritannien. Omdøbt til HMS Churchill. Til Sovjetunionen i 1944. Omdøbt til Delatelnyi. Sænket den 16. januar 1945 under uvisse omstændigheder  |
| 38 | USS McCook         | Clemson  | Til Canada. Omdøbt til HMCS St. Croix. Sænket af den tyske ubåd U-952 den 20. september 1943                                                           |
| 39 | USS McCalla        | Clemson  | Til Storbritannien. Omdøbt til HMS Stanley. Sænket af den tyske ubåd U-574 den 18. december 1941                                                       |
| 40 | USS Rodgers        | Clemson  | Til Storbritannien. Omdøbt til HMS Sherwood. Sunket som mål i 1945                                                                                     |
| 41 | USS Bancroft       | Clemson  | Til Canada. Omdøbt til HMCS St. Francis. Kæntret i 1945 mens den var på vej til skrotning.                                                             |
| 42 | USS Welles         | Clemson  | Til Storbritannien. Omdøbt til HMS Cameron. Ødelagt så den ikke kunne repareres under luftangreb på Portsmouth den 5. december 1940                    |
| 43 | USS Aulick         | Clemson  | Til Storbritannien. Omdøbt til HMS Burnham. Skrottet i 1947                                                                                            |
| 44 | USS Laub           | Clemson  | Til Storbritannien. Omdøbt til HMS Burwell. Skrottet i 1947                                                                                            |
| 45 | USS McLanahan      | Clemson  | Til Storbritannien. Omdøbt til HMS Bradford. Skrottet i 1946                                                                                           |
| 46 | USS Edwards        | Clemson  | Til Storbritannien. Omdøbt til HMS Buxton. Til Canada i 1943. Omdøbt til HMCS Buxton. Skrottet i 1946                                                  |
| 47 | USS Shubrick       | Clemson  | Til Storbritannien. Omdøbt til HMS Ripley. Skrottet i 1945                                                                                             |
| 48 | USS Bailey         | Clemson  | Til Storbritannien. Omdøbt til HMS Reading. Skrottet i 1945                                                                                            |
| 49 | USS Swasey         | Clemson  | Til Storbritannien. Omdøbt til HMS Rockingham. Stødte på en mine den 27. september 1944 og sank under bugsering                                        |
| 50 | USS Meade          | Clemson  | Til Storbritannien. Omdøbt til HMS Ramsey. Skrottet i 1947                                                                                             |

## Eksterne kilder
- "The New Bases Acquired for old Destroyers" – US military Arkiveret 9. august 2007 hos  Wayback Machine
- Aftalebetingelserne Arkiveret 30. april 2007 hos  Wayback Machine
- artikel i Time om baserne. Arkiveret 21. juli 2013 hos  Wayback Machine
- Flådebaser bygget efter aftalen Arkiveret 13. marts 2015 hos  Wayback Machine
- Artikel om baser i Antigua Arkiveret 11. marts 2014 hos  Wayback Machine
- Artikel fra BBC om aftalen